# Štulcovy sady
Štulcovy sady jsou nevelký parčík v Praze 2 v severozápadním cípu Vyšehradu. Jsou pojmenovány po svém zakladateli Václavu Štulcovi (1814–1887), proboštu vyšehradské kapituly. Sady jsou součástí Národní kulturní památky Vyšehrad.

## Historie a popis
Sady nazývané původně Svatováclavské sady jsou nejstarším parkem na Vyšehradě. Na jihu je ohraničuje Štulcova ulice, na západě hradební zeď, v severozápadním rohu je vstup na Letní scénu a severovýchodní stranu tvoří původní pevnostní bastion č. 38 s výhledem na Prahu.
Václav Štulc nechal park založit v letech 1873–1874 v rámci výstavby Nového proboštství, ke kterému původně patřil. Byl tehdy neveřejný a oplocený, vstup byl z jihu od budovy proboštství dochovanou novogotickou brankou se znakem vyšehradské kapituly. Ve středu sadů je pomník sv. Václava od Jana Jiřího Bendla z roku 1678, který stál až do roku 1879 na tehdejším Koňském trhu. Při úpravách náměstí byl umístěn do obecního skladiště, ale na podnět Václava Štulce byl přenesený na Vyšehrad – původně tu byl originál, od roku 1965 kopie na původním podstavci.

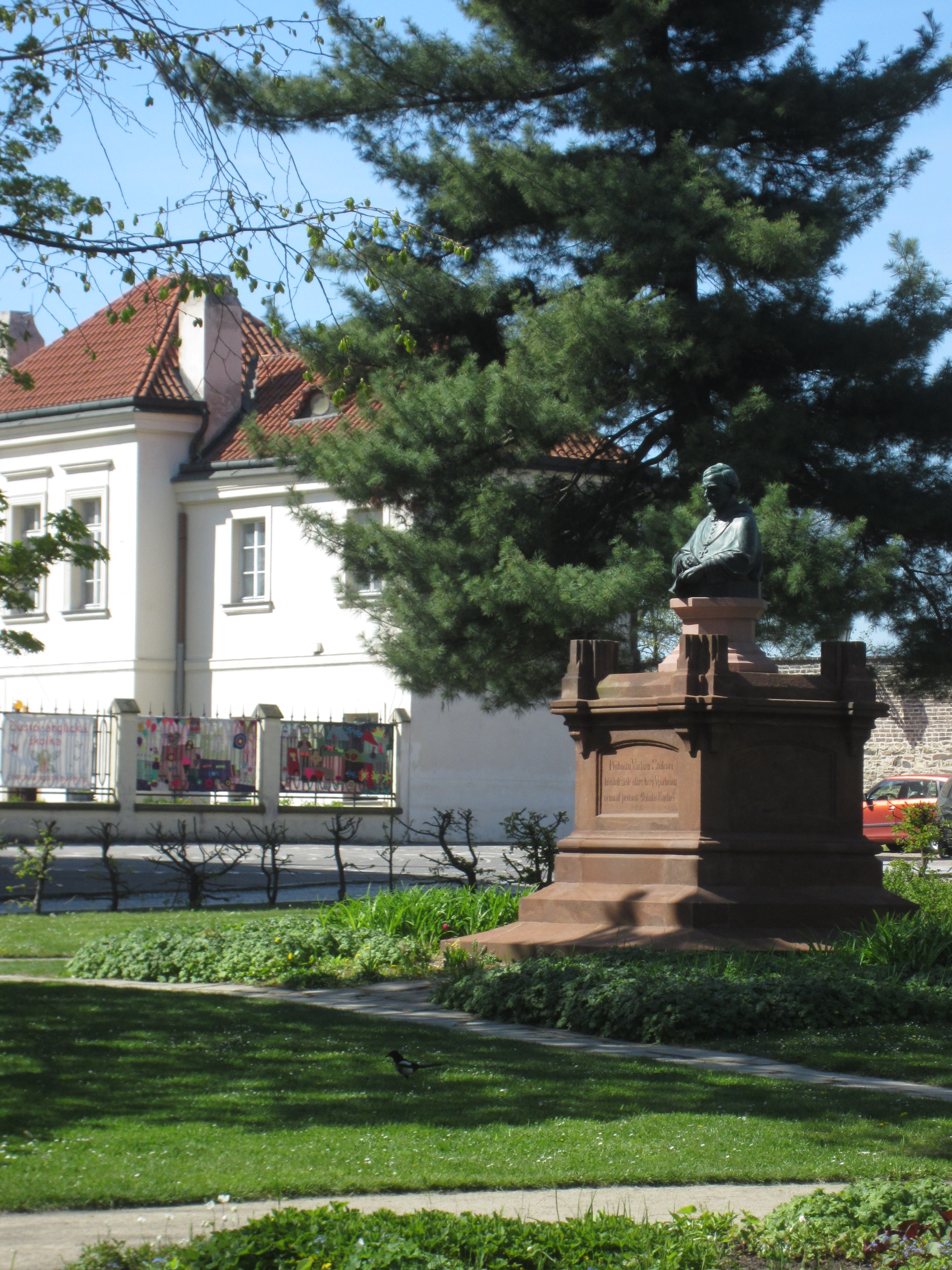
Pomník probošta Václava Štulce, za ním budova Starého proboštství

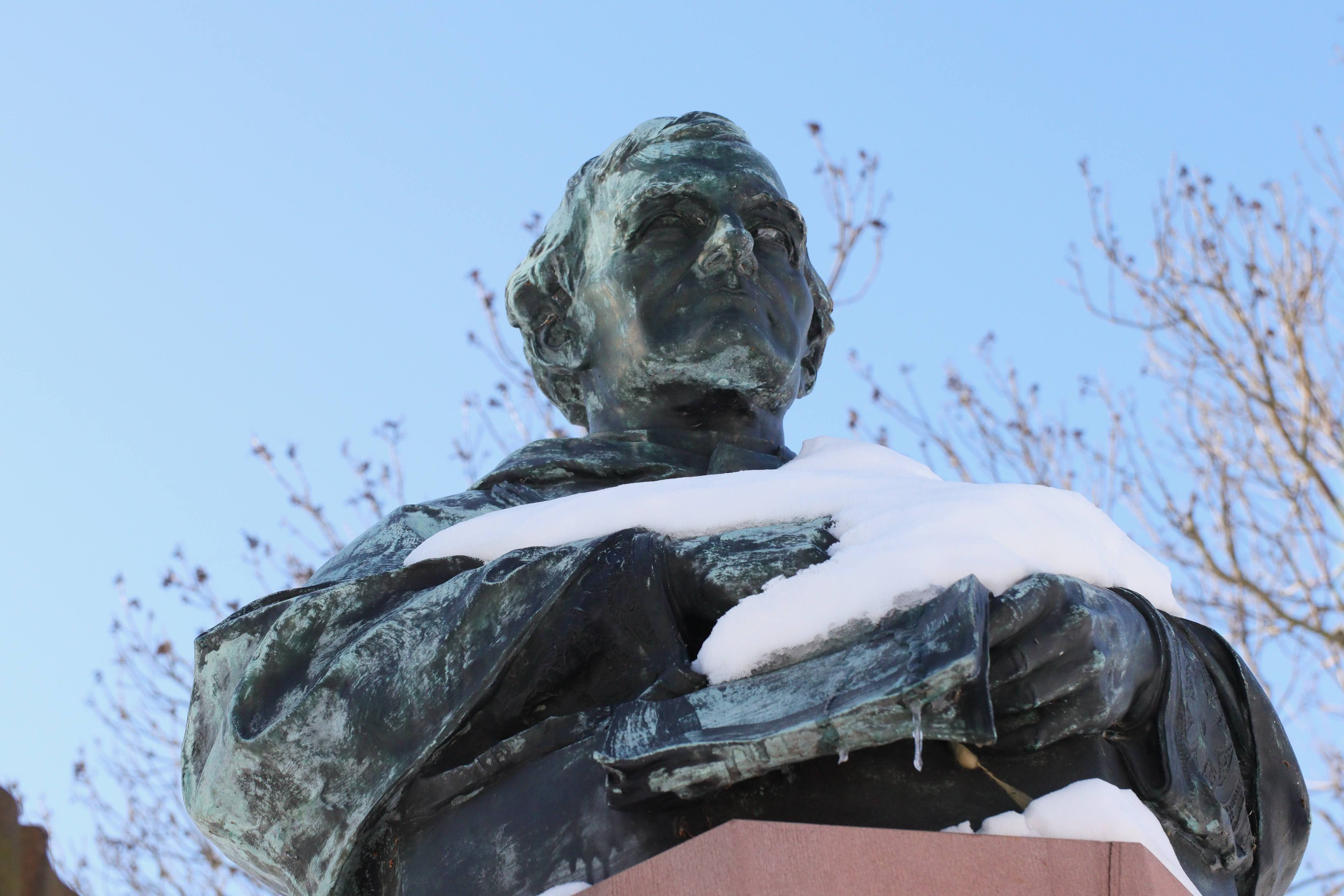
Busta na pomníku Václava Štulce od Štěpána Zálešáka

Od roku 1910 je v parku také pseudogotický pomník s bronzovou bustou Václava Štulce od Štěpána Zálešáka, který nechal zhotovit tehdejší probošt Mikuláš Karlach.
Park byl několikrát upravován, výrazně v roce 1954 podle návrhu architekta Jiřího Novotného, kdy byl také zpřístupněn veřejnosti a nazván po svém zakladateli. Při revitalizaci v roce 2002 byla upravena vyhlídková cesta na hradbách i povrchy ostatních cest, byl obnoven habrový plot a trvalkové záhony. 

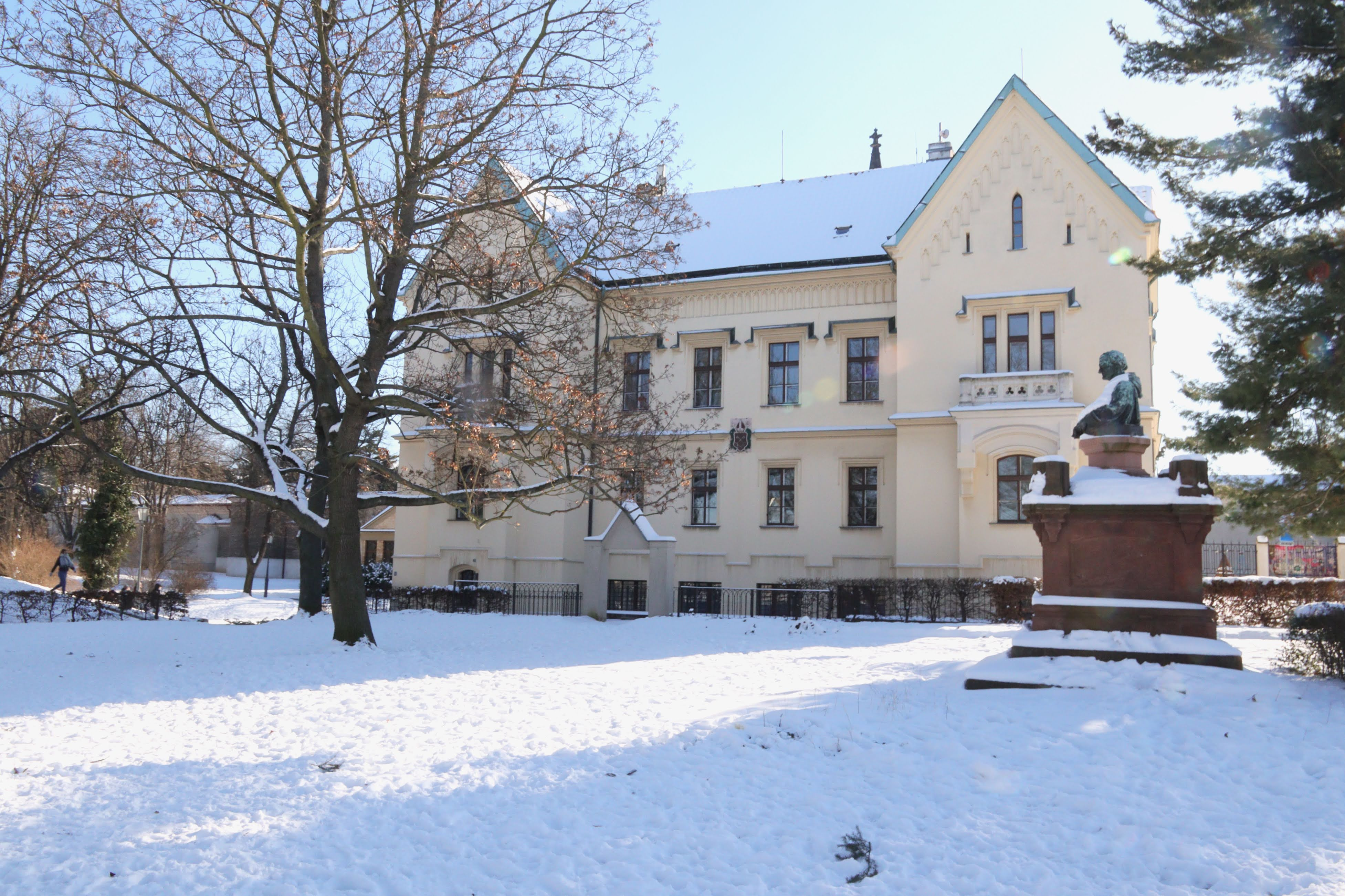
Budova Nového proboštství se Štulcovým pomníkem

Štulcovy sady nejsou ve správě městské části Praha 2, ale od roku 1993 o ně pečuje příspěvková organizace hlavního města Prahy – Národní kulturní památka Vyšehrad (NKPV). 